# Svein Thøgersen
Svein Thorleif Thøgersen (Sarpsborg, 23 giugno 1946) è un ex canottiere norvegese.

## Palmarès

### Olimpiadi
- 1 medaglia:
  - 1 argento (Monaco di Baviera 1972 nel due di coppia)

### Europei
- 1 medaglia:
  - 1 argento (Copenaghen 1971 nel due di coppia)